# Чистополька
Чистополька (каз. Чистополька) — упразднённое село в Зыряновском районе Восточно-Казахстанской области Казахстана. Ликвидировано в 1980-е годы.

## Географическое положение
Располагалось на реке Медведка (приток Мякотихи) в 20 км к северо-востоку от села Северное.

## Население
На карте 1984 г. в селе значится 4 жителя.